# Georg Ehnes
Georg Ehnes (27 de setembro de 1920 - 27 de abril de 1991) é um político alemão, representante da União Social-Cristã da Baviera. Ele foi membro do Landtag da Baviera.